# 민영소
민영소(閔泳韶, 1852년 ~ 1917년)는 조선 말기와 일제강점기의 문신, 정치인이다. 1894년 병조판서로 재직하면서 홍종우를 시켜 망명중인 개화파 김옥균을 암살을 사주하였다. 본래 민철호(閔哲鎬)의 아들이나 이조판서를 지낸 민규호에게 입적되었다.

## 생애
1878년 과거에 합격한 뒤 여흥 민씨 집권당(수구당)의 일족으로 빠른 승진을 거듭했다. 특히 호조판서, 병조판서, 직제학 등을 맡았으며, 1884년 갑신정변을 무난히 극복한 공을 인정 받았다.
대표적인 민씨 세력으로서 임오군란 때 목숨은 건졌으나 살고 있던 가옥이 파괴되는 일을 겪었다. 1894년 병조판서로 재직하면서 홍종우로 하여금 상하이에 피신, 망명해 있던 김옥균을 암살하도록 교사하였다.
1894년 6월 23일(음력 5월 20일)부터 28일까지 한성판윤을 역임하였다. 1894년 7월 갑오경장 때 관직에서 물러났다가, 1897년 대한제국이 수립되자 궁내부 특진관이 되었다. 1899년 규장각 학사, 1901년 학부대신, 궁내부대신, 1904년 농상공부대신을 차례로 지냈다.
1910년 10월 16일 일본 정부로부터 자작 작위를 받았고, 매국 공채 5만 원을 받았다.

## 사후
2002년 발표된 친일파 708인 명단과 2008년 민족문제연구소에서 친일인명사전에 수록하기 위해 정리한 민친일인명사전 수록예정자 명단에 선정되었다. 두 명단에는 민영소의 자작위를 습작한 민충식도 함께 포함되어 있다.
2006년 친일반민족행위진상규명위원회가 발표한 일제강점기 초기의 친일반민족행위 106인 명단에도 들어 있다.

## 가족관계
- 양아버지 : 민규호(閔奎鎬)
- 친아버지 : 민철호(閔哲鎬)
  - 본인 : 민영소
    - 아들 : 민충식(閔忠植)
      - 손자 : 민병태(閔丙台)
      - 손자 : 민병옥(閔丙玉)
      - 손자 : 민병욱(閔丙旭)

## 참고자료
- 친일반민족행위진상규명위원회 (2006년 12월). 〈민영소〉 (PDF). 《2006년도 조사보고서 II - 친일반민족행위결정이유서》. 서울. 242~248쪽쪽. 발간등록번호 11-1560010-0000002-10. 2007년 10월 8일에 원본 문서 (PDF)에서 보존된 문서. 2007년 6월 21일에 확인함.